# Friedrich Weinbrenner

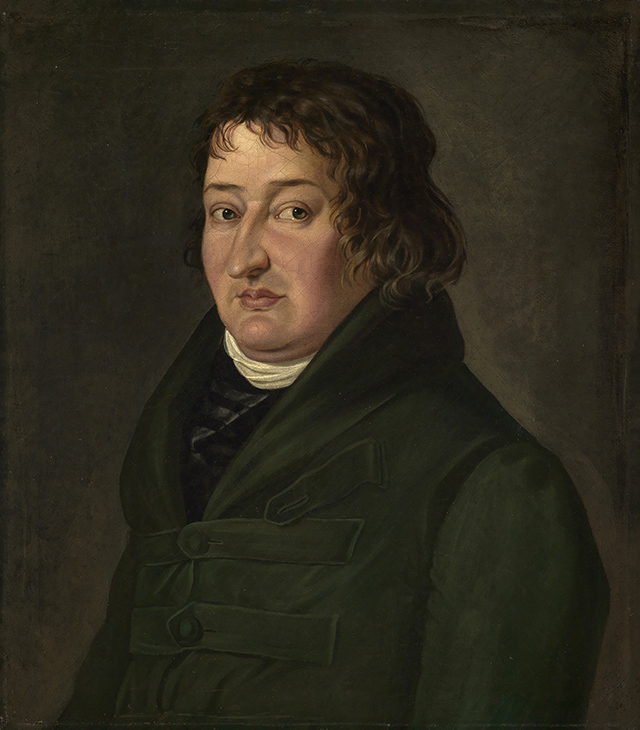
Friedrich Weinbrenner

Johann Jakob Friedrich Weinbrenner (* 24. November 1766 in Karlsruhe; † 1. März 1826 ebenda) war ein deutscher Architekt, Stadtplaner und Baumeister des Klassizismus.

## Leben und Werk

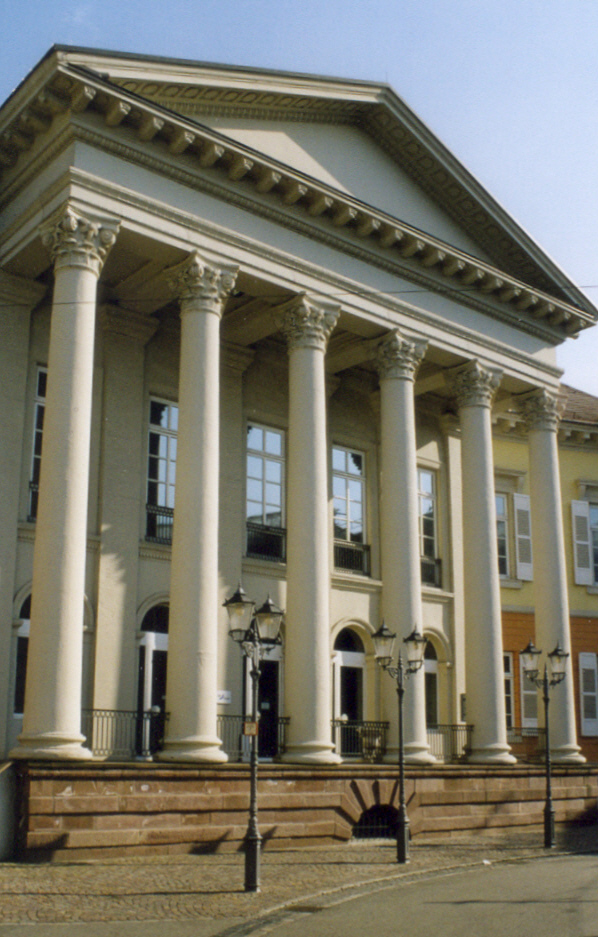
Markgräfliches Palais Karlsruhe

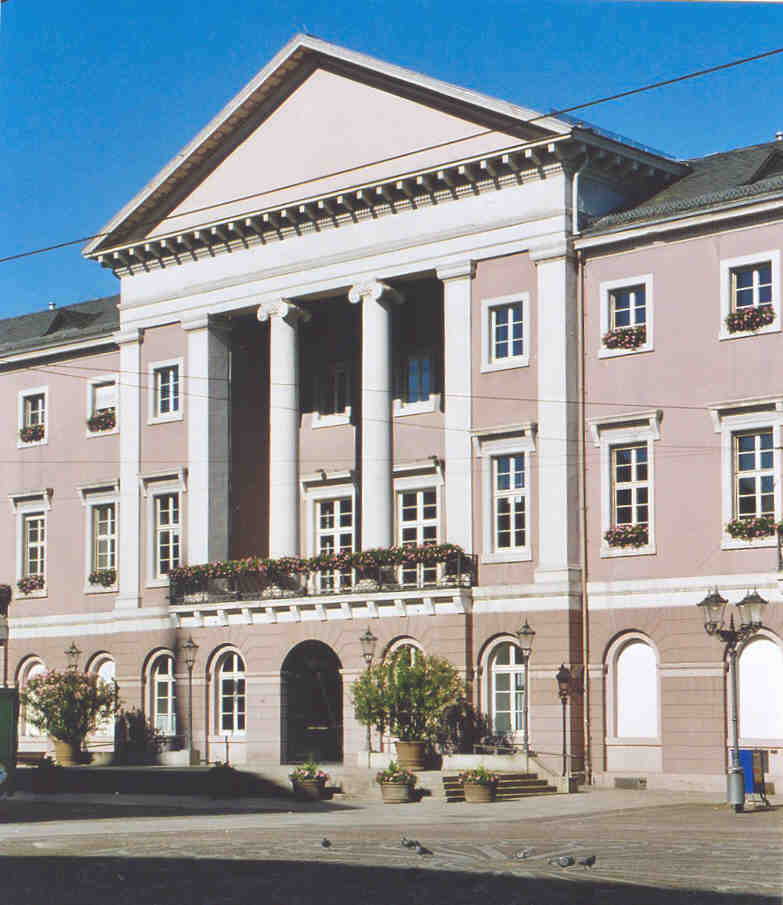
Rathaus von Karlsruhe

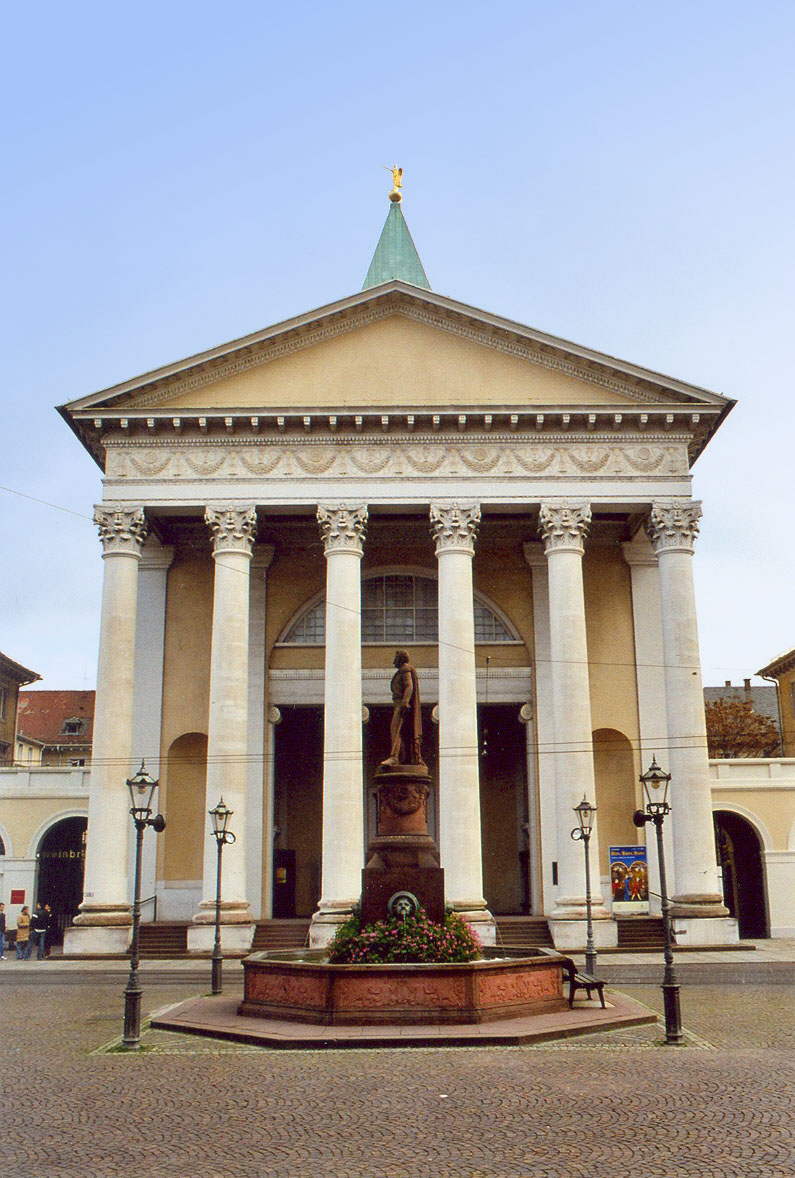
Portikus der evangelischen Stadtkirche Karlsruhe

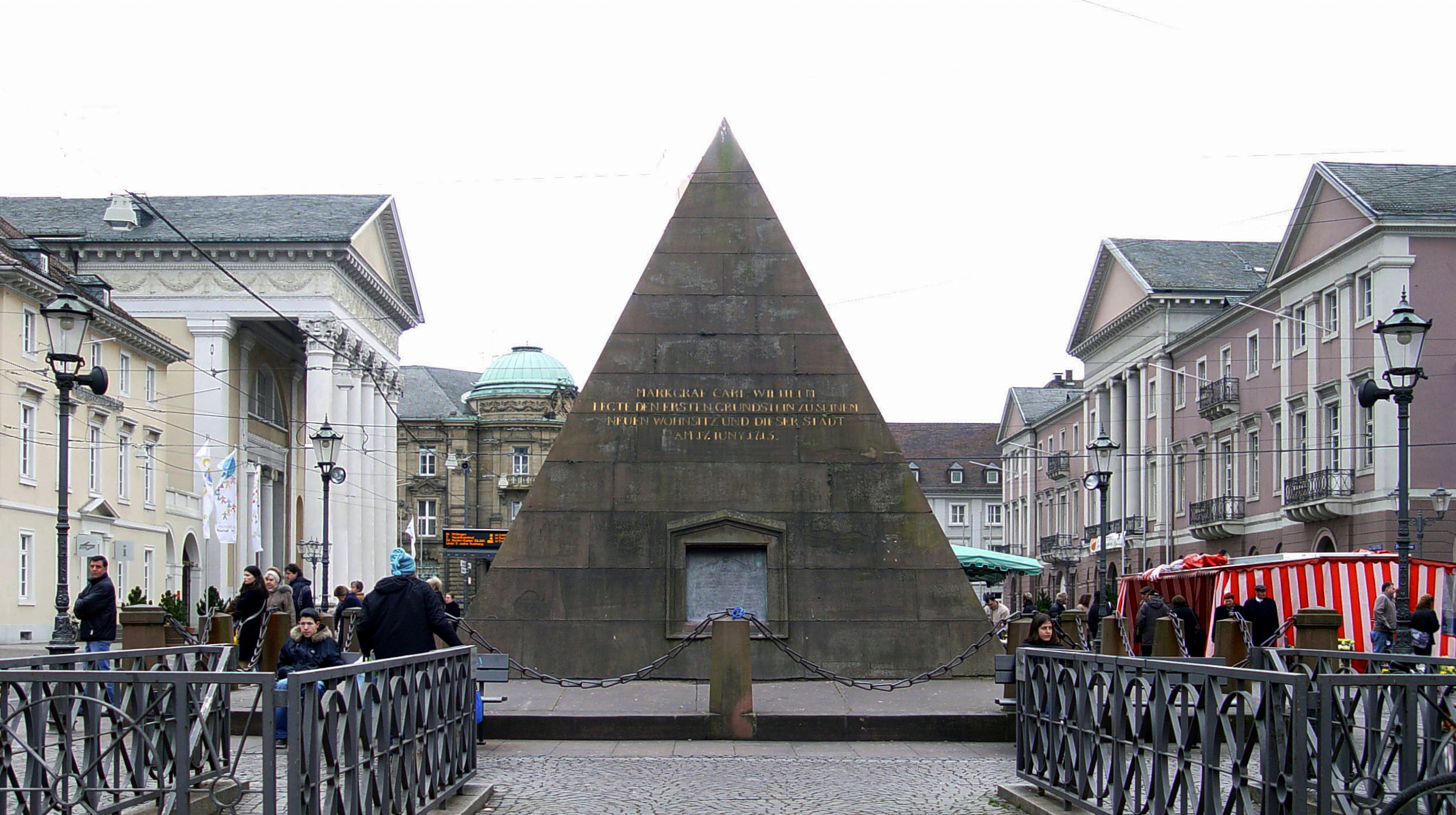
Karlsruher Marktplatz mit Pyramide, evangelischer Stadtkirche und Rathaus

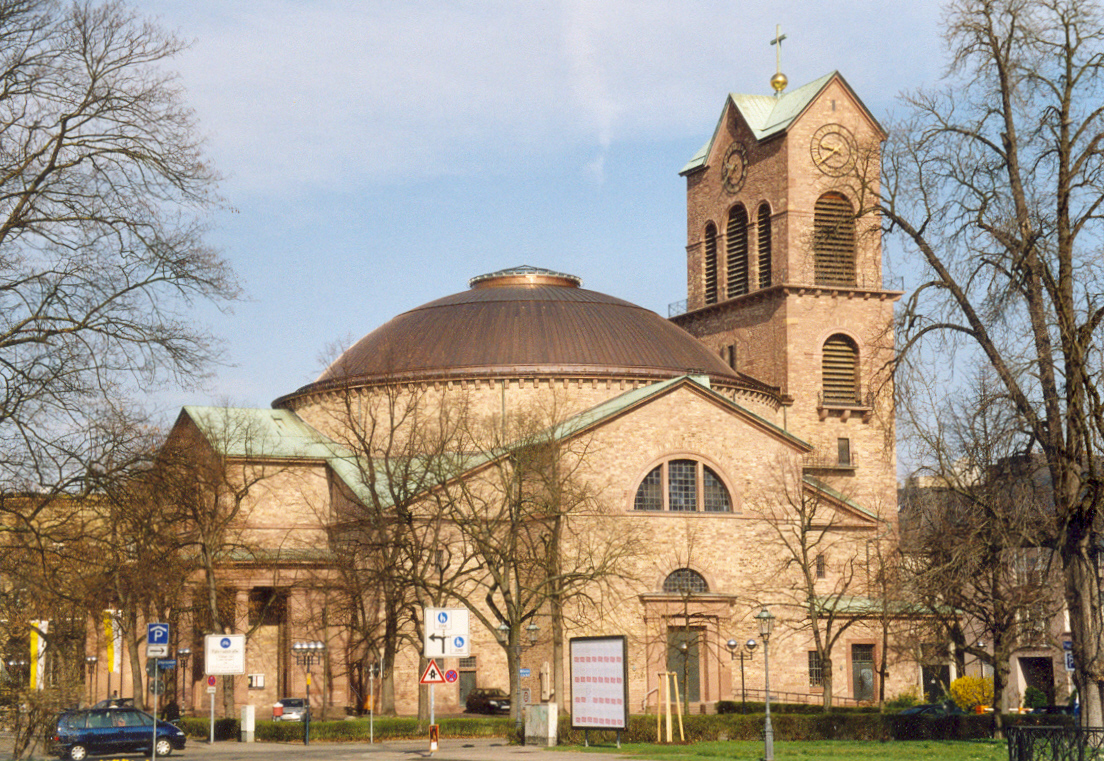
Katholische Stadtkirche Sankt Stephan, Karlsruhe

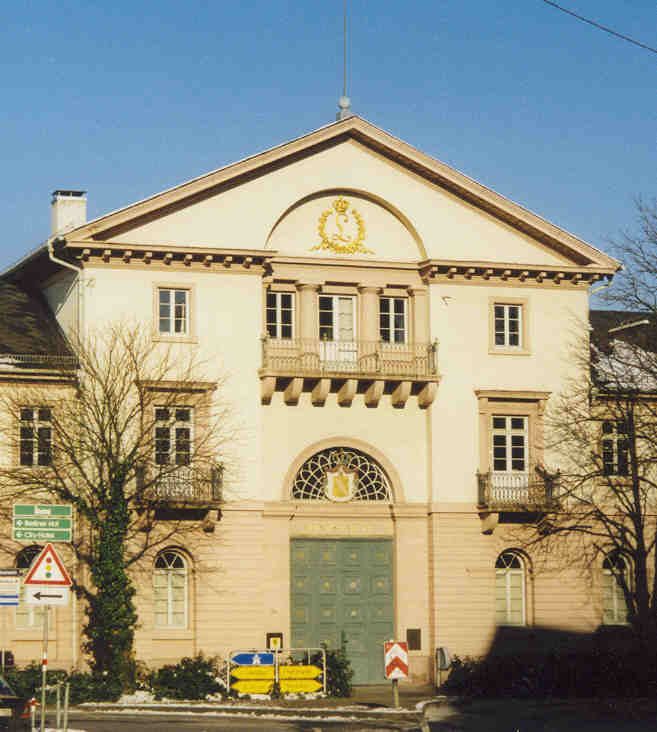
Münze Karlsruhe

Gotischer Turm, Lithographie um 1840

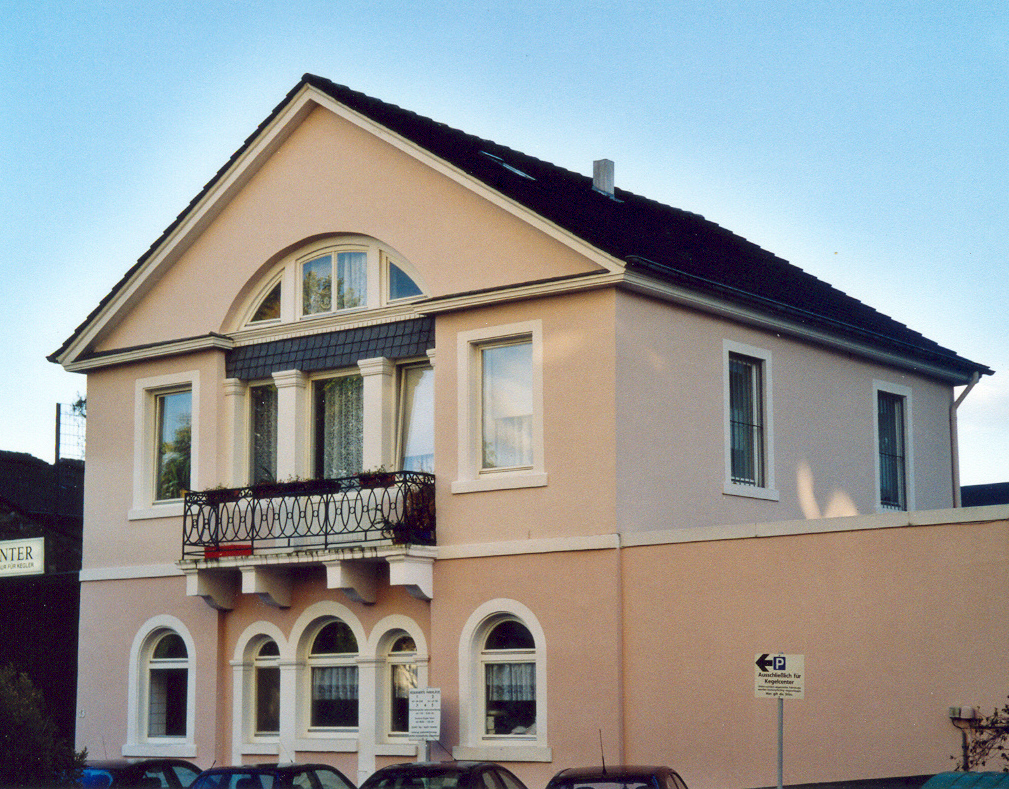
Ehemaliges Promenadenhaus, Karlsruhe

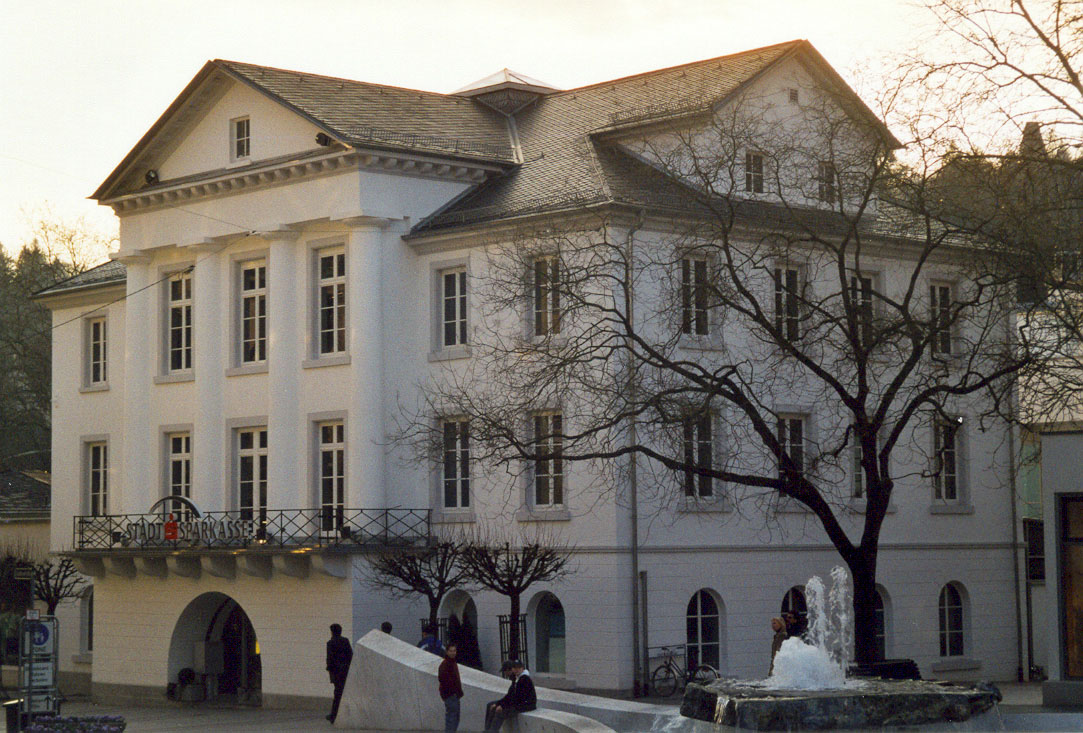
Villa Hamilton, Baden-Baden

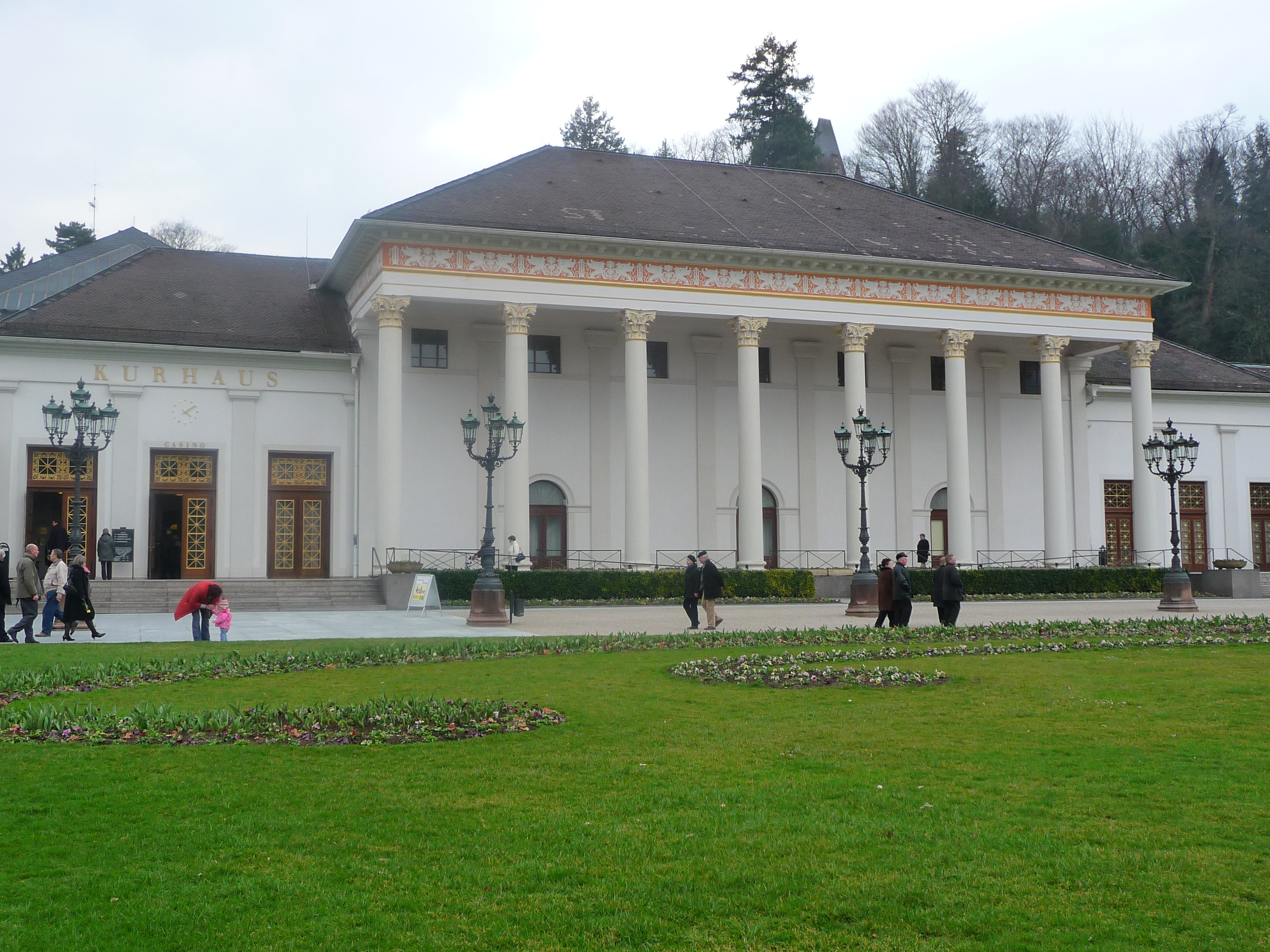
Kurhaus Baden-Baden

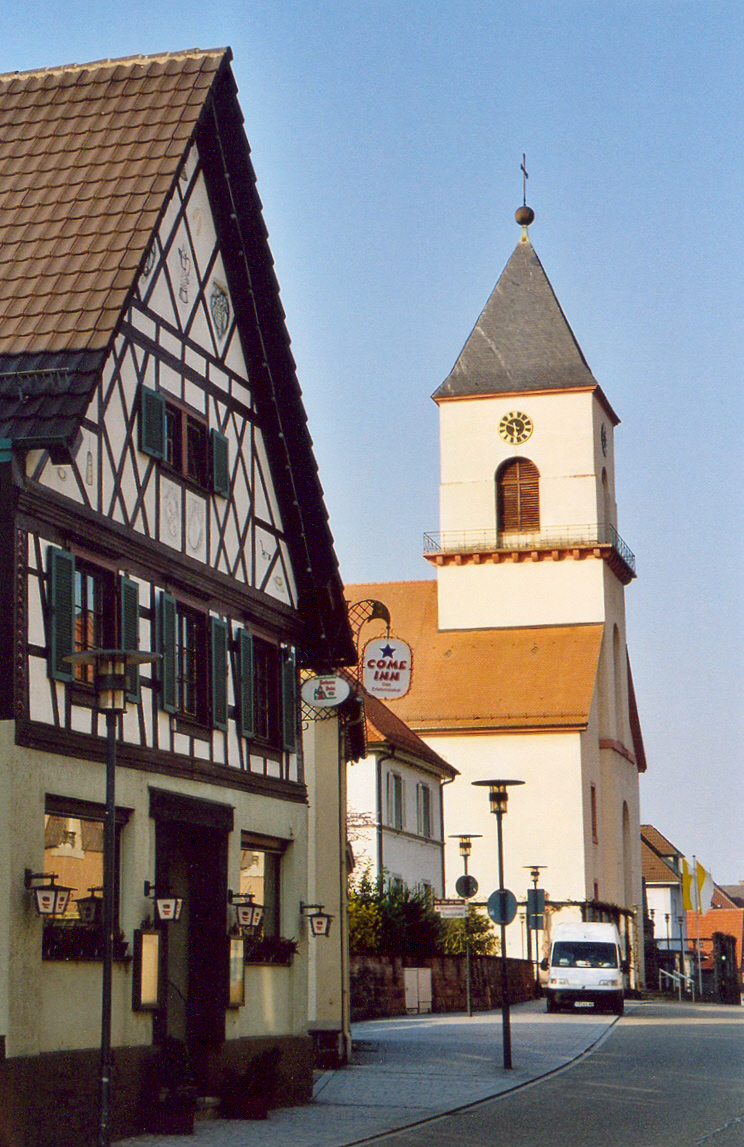
Renchens Weinbrenner-Kirche

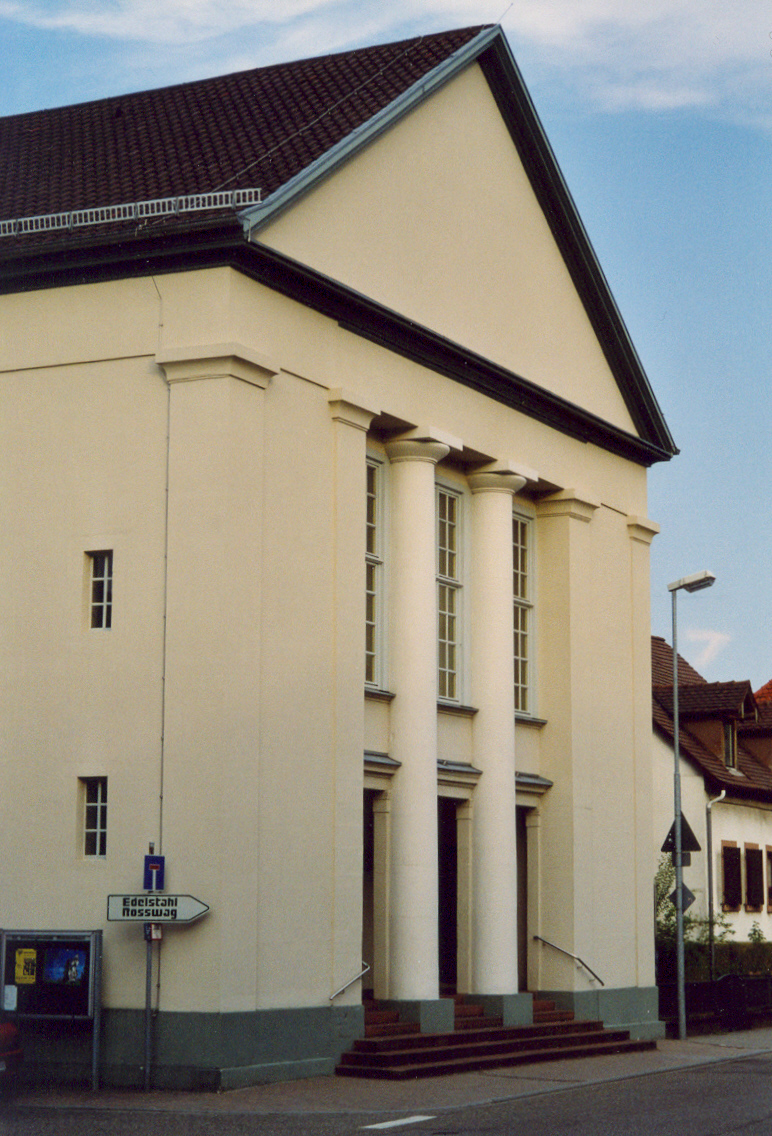
Kirche in Kleinsteinbach

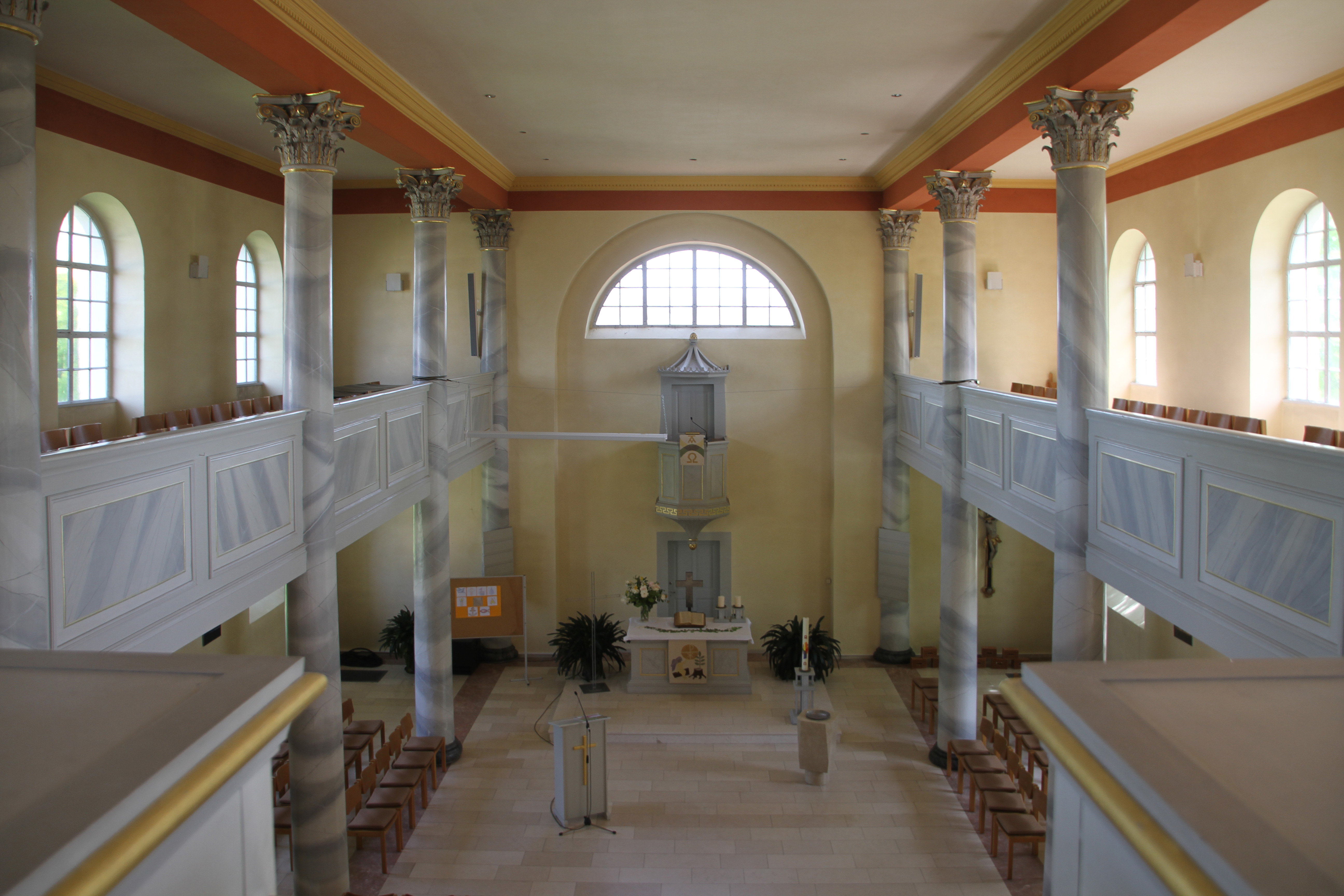
Kirche in Scherzheim

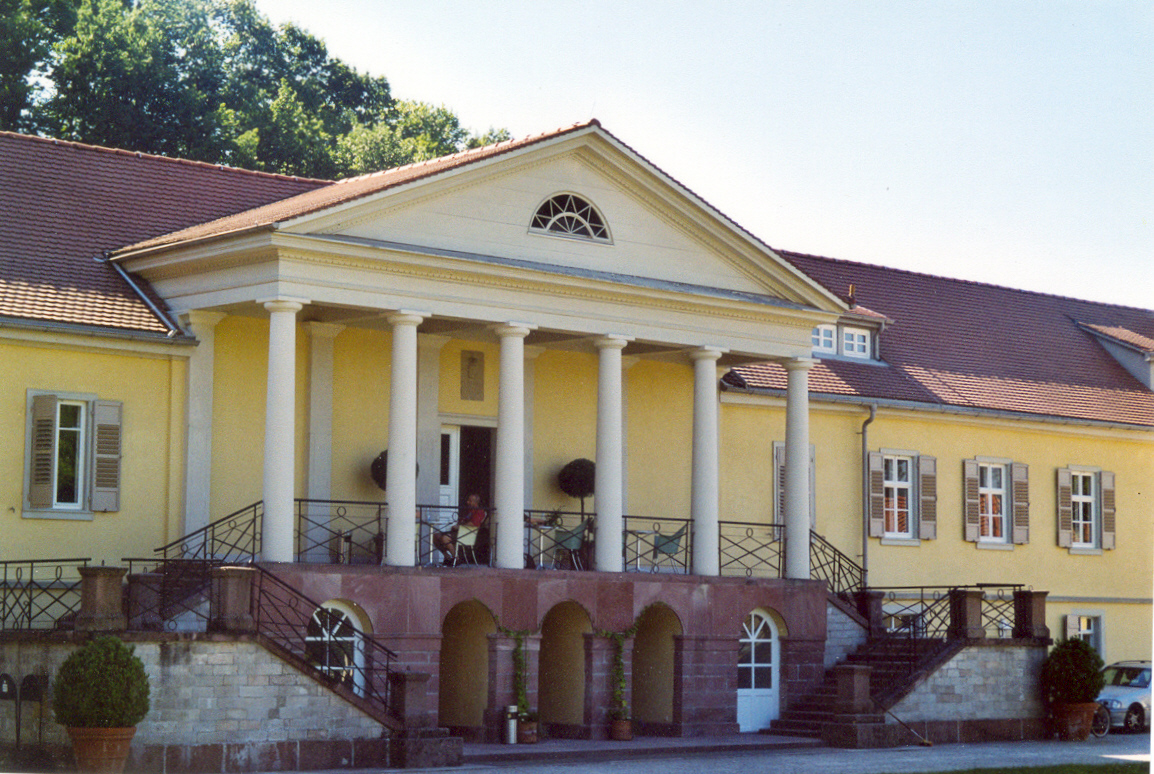
Schloss Bad Rotenfels

Friedrich Weinbrenner war der Sohn des Hofzimmermeisters Johann Ludwig Weinbrenner in Karlsruhe und der Enkel des regional bekannten Hohenloher Zimmermeisters Johann Friedrich Weinbrenner. Ab 1780 absolvierte er eine Zimmermannslehre im väterlichen Zimmereibetrieb. Gleichzeitig besuchte er das Karlsruher Lyzeum und nahm Unterricht im technischen und im künstlerischen Zeichnen sowie im Spiel verschiedener Musikinstrumente. Ab 1788 arbeitete Weinbrenner als Bauführer in Zürich und Lausanne. 1790 kam er nach Wien und entschloss sich zum Architekturstudium, das er weitgehend autodidaktisch absolvierte. 1790/91 studierte er an den Akademien in Wien und Dresden, 1791/92 folgte ein mehrmonatiger Studienaufenthalt in Berlin, der Weinbrenners Aufmerksamkeit auf die antike Baukunst und den englischen Palladianismus lenkte. Prägend wurden die Bekanntschaften mit Architekten wie Carl Gotthard Langhans (1732–1808), David Gilly (1748–1808) und Hans Christian Genelli (1763–1823). An der Akademie besuchte er die Vorlesungen von Karl Philipp Moritz (1756–1793) in Ästhetik und von Friedrich Christian Becherer (1747–1823) in Baukonstruktion.
Eine intensiven Studien gewidmete Italienreise zwischen 1792 und 1797 wurde zum Höhepunkt der Ausbildungsjahre. In Rom fand Weinbrenner Anschluss an den Künstlerkreis um Carl Ludwig Fernow (1763–1808), der ihm später seine „Römischen Studien“ widmete. (Römische Studien, 3 Bände, Zürich 1806–1808) Er betrieb archäologische Studien in Rom, Pompeji und Herculaneum, reiste nach Paestum und zeichnete Ansichten und Details antiker Bauten wie auch Veduten der italienischen Kulturlandschaft. Er schloss hier zahlreiche Freund- und Bekanntschaften, zu denen Friedrich Bury (1763–1823), Asmus Jakob Carstens (1754–1798), Johann Erdmann Hummel (1769–1852), Jacob Philipp Hackert (1737–1807), Aloys Hirt (1759–1837), Angelika Kauffmann (1741–1807), Christoph Heinrich Kniep (1755–1825), Joseph Anton Koch (1768–1839), Heinrich Meyer (1760–1832), Johann Christian Reinhart (1761–1847), Bertel Thorvaldsen (1770–1844), Nikolaus Friedrich von Thouret (1767–1845) und Alexander Trippel (1744–1793) gehörten. Vor allem seine Rekonstruktionen von Bauten aus antiken Textquellen machten ihn in der römischen Künstlergemeinde und darüber hinaus bekannt. Wie schon in Berlin beschäftigten Weinbrenner auch in Rom Entwürfe für den Ausbau seiner Vaterstadt, der barocken Idealstadt Karlsruhe.
Nach seiner Rückkehr aus Italien arbeitete er zunächst in Karlsruhe, dann in Straßburg und Hannover, wo er mit der Leitung des Bauwesens beauftragt wurde. In Straßburg heiratete Weinbrenner am 29. Juli 1798 (11. Thermidor, Jahr 6 der Republik) die 23-jährige Margaretha Salome Arnold (* 28. September 1774 in Straßburg, Tochter des Straßburger Stadtbaumeisters Philipp Jacob Paul Arnold und der Margaretha Salome Zimmer) und wurde damit französischer Staatsbürger. Im Sommer 1800 kehrte Weinbrenner endgültig nach Karlsruhe zurück, wo er schnell Karriere machte. Ab 1801 lenkte er als Badischer Baudirektor das gesamte staatliche Bauwesen, seine Entwürfe bedienten öffentliche wie private Bauherren. 1800 wurde er Leiter einer staatlich geförderten privaten Bauschule, sie ging 1825 in der neu gegründeten Polytechnischen Schule Karlsruhe auf, der Vorgängerin der Universität Karlsruhe bzw. des heutigen Karlsruher Instituts für Technologie. Er bildete mehr als einhundert Schüler aus und damit mehr als jeder andere Architekt seiner Zeit. Seine Lehrtätigkeit prägte mehrere Architektengenerationen und verbreitete den schulbildenden Weinbrenner-Stil in zahlreiche andere Länder, unterstützt durch die Publikation seiner architektonischen Grundvorstellungen und eigener Entwürfe. Darüber hinaus verfasste und veröffentlichte er viel beachtete Artikel über verschiedene, nicht nur architektonische und archäologische Themen, beispielsweise über die „Entstehung der Planeten und die Ausbildung der Erde“ und die „Durchsichtigkeit des Glases“. Hilfreich war ihm dabei der enge Kontakt zu seinem Verleger Johann Friedrich Cotta (1764–1832).
Daneben setzte er sich wirkungsvoll für den Erhalt historischer Baudenkmäler ein. Er intervenierte 1802 erfolgreich gegen die Niederlegung der spätgotischen Stadtkirche in Emmendingen und 1808 der frühklassizistischen Klosterkirche in Sankt Blasien. Aus Anlass der geplanten Abrisse von mittelalterlichen Tortürmen in Durlach, Kuppenheim und Baden-Baden schrieb er für das Land Baden im März 1812 die erste deutsche Denkmalschutzverordnung, die im April erlassen wurde. Er gestaltete einige der frühesten Restaurierungsprojekte, z. B. 1803 den Wiederaufbau von Schloss Eberstein im Murgtal und 1803 die Umnutzung der Göttinger Paulinerkirche zur Universitätsbibliothek (ausgeführt 1808 bis 1812 durch Justus Heinrich Müller), 1804 die Sicherung der Klosterruine Allerheiligen bei Oppenau im Schwarzwald.
Sein Betätigungsfeld als Architekt war vielfältig. Am umfangreichsten konnte er sich in den beiden badischen Städten Karlsruhe und Baden-Baden beweisen, wo er die großen Züge der Stadtplanung entwickelte, das Straßennetz ausbaute und sich sogar an der Gestaltung der Grünanlagen und Wasserläufe beteiligte. Dort entwarf er öffentliche und private Bauten, gab Aufträge aber auch an Mitarbeiter seiner Bauverwaltung oder lokale Baumeister weiter. Ausgehend von einem 1797 vorgelegten Generalbauplan, arbeitete Weinbrenner in Karlsruhe über Jahrzehnte hinweg am Ausbau der barocken Stadtanlage. Der Markt mit evangelischer Stadtkirche (1807–15) und Rathaus (1821–25) an der zur Via Triumphalis ausgebauten Nord-Süd-Mittelachse zählt zu den markantesten klassizistischen Platzanlagen in Europa. Sie wurde nach Kriegszerstörungen ab 1950 teilweise rekonstruiert. Es entstanden weitere Bebauungs- und Erweiterungspläne sowie Musterhausentwürfe für die badische Residenz; die frühe Idee einer gartenstadtähnlichen Ansiedlung südlich des Ettlinger Tores kam nicht zur Ausführung.
Ähnlich groß ist seine Bedeutung für Baden-Baden, wo er nicht nur mit dem Konversationshaus das weltbekannte Wahrzeichen der Stadt entwarf, sondern auch zahlreiche weitere öffentliche und private Bauten. Darüber hinaus entwickelte er den Quell- und Bäderbezirk sowie wichtige neue Wege- und Straßenverbindungen, darunter die Promenade, die er zu einem Ring um die Altstadt legen wollte, was bis auf eine kurze Strecke unterhalb des Schlosses gelang.

## Werke

### Bauwerke in Karlsruhe
Friedrich Weinbrenners Hauptaufgabe bestand in der Umwandlung der kleinen markgräflichen Residenz Karlsruhe in die Hauptstadt des Landes Baden – ab 1806 ein Großherzogtum und deutscher Mittelstaat. Sie bedurfte, neben einer geregelten Stadtplanung, einer Vielzahl neuer, öffentlicher und privater Bauwerke. Viele seiner Bauten wurden während des Zweiten Weltkriegs zerstört, einige davon wurden in den Nachkriegsjahren – zumindest in ihrer äußeren Form – rekonstruiert.
Wichtige Einzelbauten:
- Synagoge (1798–1800, abgebrannt 1871)
- Markgräfliches Palais am Rondellplatz (1803–14, Teilrekonstruktion 1960–63)
- Karlsruher Hoftheater (1804–08, abgebrannt 1847)
- Haus des Generals Beck (1805, im Zweiten Weltkrieg zerstört)
- Rathaus (1805/06 und 1821–25, weitgehender Wiederaufbau der Fassaden, Inneres stark verändert)
- Evangelische Stadtkirche, (1807–16, Wiederaufbau nach dem Krieg mit einem zeitgenössischen Innenraum)
- Katholische Stadtkirche St. Stephan („Weinbrenners Pantheon“ 1808–14, Wiederaufbau ohne Rekonstruktion des Innenraums 1951–55)
- Ettlinger Tor (südliches Stadttor, Ende des 19. Jahrhunderts abgerissen)
- Stephanienbad in Karlsruhe-Beiertheim (1811, heute als Kirche genutzt)
- Museum (1813–14, abgebrannt 1918)
- Mühlburger Tor (1817–21, westliches Stadttor, im Zweiten Weltkrieg teilweise zerstört, später abgerissen)
- Ständehaus (1820–22, 1944 zerstört)
- Karlsruher Pyramide (1823–25; Mausoleum des Markgrafen Karl Wilhelm von Baden-Durlach und Wahrzeichen der Stadt), darin Weinbrenners Stadtplan-Relief
- Münze (1826–27)
- Weinbrenner-Tempel (1802–03)

Weitere Bauten:
- Amalienschlösschen (1801–03, im Zweiten Weltkrieg zerstört)
- Haus des Staatsrats Wohnlich (1799–1800, im Zweiten Weltkrieg zerstört)
- Gotischer Turm und Badekabinett für Amalie von Hessen-Darmstadt (1802, im 19. Jahrhundert abgetragen)
- Alte Kanzlei (1805–16, starke Abänderung von Weinbrenners Entwurf)
- Marktplatz (ab 1809 – nördliche Hälfte, im Zweiten Weltkrieg zerstört, teilweise veränderter Wiederaufbau der Fassaden)
- Haus des Apothekers Sommerschuh (1814, im Zweiten Weltkrieg zerstört)
- Haus des Säcklers Schnabel (1815–16, im Zweiten Weltkrieg zerstört)
- Altes Promenadenhaus (1815, später verändert, heute Kegelbahn)
- Haus des Einnehmers Bodmer (1815, im Zweiten Weltkrieg zerstört)
- Palais der Markgräfin Friedrich, mit Orangerie (Ende 19. Jahrhundert abgerissen)
- Stadtpalais am Inneren Zirkel (1816, Weinbrenner zugeschrieben)
- Haus Weltzien (1822–23, Weinbrenner zugeschrieben)
- Brunnenhaus in Karlsruhe-Durlach (1822–24)

### Bauwerke in Baden-Baden
Baden-Baden erlebte mit Beginn des 19. Jahrhunderts einen neuerlichen Aufschwung als Kurort. Die dadurch neu benötigten Bauten führten dazu, dass die Stadt zum zweiten Zentrum des Wirkens Weinbrenners – neben Karlsruhe – wurde. Durch Um- und Anbauten in der zweiten Hälfte des 19. Jahrhunderts befindet sich keines der von ihm gebauten Gebäude heute noch im Originalzustand. Allein die Vorderseite des Mittelbaus des Kurhauses und Teile der Villa Hamilton sind noch in einem originalgetreuen Zustand.
- Antiquitätenhalle (1804, Mitte des 19. Jahrhunderts durch Heinrich Hübschs Dampfbad ersetzt)
- Hotel Badischer Hof (1807–1809, durch neoklassizistische An- und Umbauten verändert)
- Villa Hamilton (1809, ehemals Stadtpalais der großherzoglichen Familie)
- Erstes Konversationshaus im Jesuitenkolleg (1810–1812, heute Rathaus, durch An- und Umbauten verändert)
- Neues Konversationshaus (1821–25, durch An- und Umbauten verändert)
- Alte Trinkhalle (1822–24, Standort hinter der Stiftskirche. Mitte des 19. Jahrhunderts durch einen Bau an anderer Stelle von Heinrich Hübsch abgelöst; nicht erhalten)

### Weitere Bauwerke
Friedrich Weinbrenners Schaffen als badischer Oberbaudirektor galt mit Ausnahme der Theaterentwürfe für Leipzig (realisiert, aber zerstört) und Düsseldorf (nicht realisiert) alleine der badischen Hauptstadt Karlsruhe und ihrer Umgebung. Sein nördlichstes Werk findet man in Heidelberg, sein südlichstes in Badenweiler. Dieser relativ kleine Wirkungsradius erklärt sich aus der Tatsache, dass Weinbrenner die beiden nach Karlsruhe wichtigsten Bezirke Mannheim und Freiburg im Breisgau in die Hände von ihm ausgebildeter Schüler gab. Friedrich Weinbrenner selbst arbeitete nur in Karlsruhe und dem Umland, der Weinbrenner-Stil verbreitete sich über das Großherzogtum Baden hinaus aus. Weitere Bauten und Planungen von ihm und seinen Schülern:
- Wiederaufbauplanung (1798) sowie Kornhaus (1798–1804) und Forstamt (1803) in Gernsbach
- Kirche in Herbolzheim-Tutschfelden (1806)
- Kirche St. Martin in Appenweier-Urloffen
- Schloss Bauschlott (vollendet 1809)
- Belvedere in Badenweiler (1813)
- Kirche in Ettenheim-Münchweier
- Erbpachthof Katharinental
- Marstall-Kaserne in Heidelberg (1806), 1966 abgerissen
- Kirche in Altvogtsburg (1820–1835)
- Evangelische Kirche in Friedrichstal (Stutensee) (1830)
- Kirche in Kehl
- Kirche in Kleinsteinbach
- Kirche in Scherzheim
- Simultankirche St. Laurentius in Meißenheim-Kürzell (1829–1830)
- Kirche in Neuried-Altenheim (1813/22)[7]
- Kirche St. Bartholomäus in Ortenberg
- Heilig-Kreuz-Kirche in Renchen (1817)
- Rathaus in Muggensturm
- Rathaus in Schopfheim (1826)
- Schloss Rotenfels (1827)
- Schloss Rohrbach (erb. um 1770, überarbeitet), Heidelberg-Rohrbach
- Kirche in Teningen (1826–28)
- Kirche in Vörstetten (1803)
- Festsaal im Schloss Donaueschingen (1826)

## Wirkung
Der Bau des Karlsruher Hoftheaters und die Publikation seiner Planung begründeten Weinbrenners Ruf als Fachmann auf diesem Gebiet. Er bekam Folgeaufträge von außerhalb der Landesgrenzen, u. a. aus Leipzig und Düsseldorf. Weinbrenners Architektursprache, deren Formenkanon er sich im Wesentlichen während der römischen Jahre erarbeitet hatte, fand im Verlauf seiner fast 30-jährigen aktiven Laufbahn im badischen Staatsdienst in vielfältigen Bauaufgaben praktische Gestalt. Fast alle Projekte Weinbrenners wurden unter dem von äußeren Umständen diktierten Zwang zur Sparsamkeit verwirklicht, die Ökonomie der Bauausführung war eine prägende Größe seiner Architektur. Seinem schweren, in den Binnenformen meist reduzierten Vokabular haftet eine zum Teil spröde wirkende Variantenarmut an, die Weinbrenners Bauten noch zu dessen Lebzeiten der Kritik der nachfolgenden, schon historistisch orientierten Architekten aussetzte. Georg Dehio fasste 1911 Sprödigkeit und Sparsamkeit einerseits sowie visionären Idealismus andererseits in seiner Charakterisierung Weinbrenners so zusammen: „ein Vertreter der neuklassischen Simplizität in ihrer rigorosesten Form, anmutlos aber niemals kleinlich, durch eine karge Zeit in seinem monumentalen Idealismus nie wankend gemacht, ein Meister sinnreicher und mannigfaltiger Grundrisse“. Eine erste Neubewertung seines Werks fand mit dem 1926 veröffentlichten Buch „Friedrich Weinbrenner: Sein Leben und seine Bauten“ durch Arthur Valdenaire statt.
Ein wichtiger Einfluss Weinbrenners lässt sich in Philadelphia feststellen; dorthin gelangte 1859 die Sammlung von Zeichnungen Weinbrenners und einiger seiner Schüler aus dem Besitz von Wilhelm Thierry, Baudirektor in Rudolstadt. Theodore Thierry († 1870), ein Sohn des Weinbrennerschülers Ferdinand Thierry, arbeitete seit 1833 in Philadelphia im Büro von John Haviland.

## Ehrungen
1933 wurde der Weinbrennerweg in Berlin-Wittenau nach ihm benannt. Seit 2016 würdigt am KIT Karlsruhe die Fakultät für Architektur herausragende Abschlussarbeiten mit dem Friedrich-Weinbrenner-Preis.

## Schüler Weinbrenners
1800 wurde Weinbrenner Leiter einer staatlich geförderten privaten Bauschule, sie ging 1825 in der neu gegründeten Polytechnischen Schule Karlsruhe auf, der Vorgängerin der Universität Karlsruhe bzw. des heutigen Karlsruher Instituts für Technologie. Aus der Bauschule Weinbrenners gingen zahlreiche Schüler hervor. Sie vor allem sorgten im Großherzogtum Baden für die landesweite Verbreitung des Weinbrenner-Stils.
- Christoph Arnold, ein Neffe Weinbrenners, Bruder von Friedrich Arnold, als Kreisbaumeister im Raum Freiburg tätig
- Friedrich Arnold, ein Neffe Weinbrenners, Bruder von Christoph Arnold
- Josef Berckmüller, Großherzoglich badischer Baubeamter
- Carl Boos, nassauischer Baubeamter, in Wiesbaden tätig
- Karl Brenner, in Nordbaden tätig
- Jacob Friedrich Dyckerhoff, im Raum Mannheim tätig
- Friedrich Eisenlohr, Schüler von Arnold und späterer Assistent von Hübsch
- Hermann Peter Fersenfeldt, Architekt und Hochschullehrer in Hamburg
- Friedrich Theodor Fischer, in Karlsruhe und Umland tätig
- Wilhelm Frommel, im Raum Mannheim tätig
- Heinrich Hübsch, Weinbrenners direkter Nachfolger als Leiter der badischen Baudirektion
- Gottlieb Lumpp, im Raum Kaiserstuhl, Breisgau und Schwarzwald tätig
- Johann Philipp Mattlener († 1857), Architekt in der Pfalz und in Bayern[11]
- Georg Moller, Oberbaurat und Hofbaudirektor des Großherzogtums Hessen-Darmstadt
- Ignaz Opfermann, Provinzialbaumeister der Provinz Rheinhessen im Großherzogtum Hessen-Darmstadt[12]
- Karl August Schwarz, in der Region Bruchsal tätig
- Ferdinand Thierry, in Heidelberg und Umgebung tätig
- Wilhelm Thierry, in Rudolstadt tätig
- Wilhelm Vierordt, im Raum Rastatt tätig
- Hans Voß, Sohn von Johann Heinrich Voß, zuerst im Raum Lahr tätig, dann in den Bezirken Offenburg und Freiburg
- Johann Ludwig Weinbrenner, ein Neffe Weinbrenners

## Veröffentlichungen (Auswahl)
- Über Theater in architectonischer Hinsicht. Tübingen 1809.
- Architektonisches Lehrbuch. Teil 1: Geometrische Zeichnungslehre, Licht- und Schattenlehre, Tübingen 1810[–1811]; Teil 2: Perspectivische Zeichnungslehre. Tübingen 1817 [-1824] Teil 1 und 2 (PDF; 27,1 MB); Teil 3: Über die Höhere Baukunst. Karlsruhe 1819 [–1825], Digitalisat Heidelberg, (PDF; 22,3 MB); Tafeln Band 1–3, unvollständig (PDF; 33,4 MB)
- Ausgeführte und projectirte Gebäude. Carlsruhe [u. a.]: Marx, 4 Hefte erschienen Karlsruhe 1822–35. Digitalisierte Ausgabe der Universitäts- und Landesbibliothek Düsseldorf
  - (Reprint mit einem Kommentar von Wulf Schirmer, C. F. Müller, Heidelberg 1978)
- Kurzgefaßte Geschichte meiner künstlerischen Bildung. In: Zeitgenossen, 3. Reihe, 1. Band, Heft 4, Leipzig 1829, S. 65–74
- Denkwürdigkeiten aus seinem Leben, von ihm selbst geschrieben, hrsg. v. Aloys Schreiber. Heidelberg 1829. (Volltext in der Google-Buchsuche)
- Architektonisches Lehrbuch, bearbeitet von Ulrich Maximilian Schumann (= Friedrich Weinbrenner und die Weinbrenner-Schule, Band 7). Triglyph-Verlag, Bad Saulgau 2015, ISBN 978-3-944258-03-4.
- Worte und Werke, bearbeitet von Ulrich Maximilian Schumann (= Friedrich Weinbrenner und die Weinbrenner-Schule, Band 8). Triglyph-Verlag, Bad Saulgau 2017, ISBN 978-3-944258-05-8.